# Perker
|  | For artiklen om filmen, se Perker (film). |
Perker er en nedsættende betegnelse for personer med mellemøstlig eller arabisk baggrund. Ordet bruges som skældsord, og desuden i nogle sammenhænge ironisk eller som en identitetsmarkør af minoritetsgrupper. På denne måde kan det sammenlignes med brugen af ordet nigger blandt sorte i USA.

## Etymologi
Ordet "perker" kendes på dansk siden 1985 og er dannet som en blanding af ordene "perser" og "tyrker".

## Brugt som identitetsmarkør
Hos nogle personer med anden etnisk baggrund end dansk bliver ordet brugt som en identitetsmarkør. Ifølge Dansk Sprognævn svarer indvandreres brug af ordet perker på mange måder til sortes brug af ordet nigger i USA. Det er et fænomen, der også kendes fra andre sammenhænge, at en minoritetsgruppe tager en nedsættende betegnelse til sig og begynder at bruge det om sig selv. Ofte ses det, at medlemmerne af gruppen bruger ordet om sig selv internt i gruppen, men ikke bryder sig om at blive kaldt det samme ord af en, der ikke er medlem af gruppen. Der er således også danskere med mellemøstlig afstamning, som kalder sig selv for perkere, men som opfatter betegnelsen som et skældsord, hvis den bliver brugt af folk med rent dansk herkomst. Tidligere folketingsmedlem og minister Manu Sareen er et eksempel på en indvandrer, der har brugt betegnelsen om sig selv.
Betegnelsen er også blevet brugt ironisk i tv-serien OPS (Oplysning om perkerne til samfundet) fra 2001.

## Afledte udtryk
Udtrykket perkerdansk er blevet brugt om den multietnolekt af dansk, der bruges af nogle mellemøstlige efterkommere i Danmark. Den dansk-palæstinensiske digter Yahya Hassans meget omtalte debutdigtsamling fra 2013, der gjorde flittigt brug af sproglige nyskabelser og kreative sprogfejl, blev af Politikens anmelder således beskrevet som, at Hassan "... udvandt poetisk potentiale af perkerdansk". I 2019 fortalte sprogforsker Eva Skafte Jensen, at det dog aldrig er lykkedes at gøre ordet perkerdansk neutralt, så i forskerkredse har i stedet ordet multietnolekt taget over.
En række slangudtryk for andre befolkningsgrupper er i tidens løb blevet afledt af ordet perker. Således er udtrykket "hedeperkere" blevet brugt som et skældsord for jyder, "sildeperkere" for bornholmere og "fjeldperkere" for nordmænd, mens "kajakperkere" er en nedsættende betegnelse for grønlændere.

## Eksempler på kontroversiel brug
Brugen af ordet i offentligheden har flere gange givet anledning til debat. I 1996 blev Danmarks Radio indbragt for
Pressenævnet, fordi en journalist i en radioudsendelse havde omtalt en person som "perker". Pressenævnet mente dog ikke, at der var tale om en overtrædelse af reglerne for god presseskik, fordi der var tale om en bevidst provokerende anvendelse af ordet perker over for en erfaren offentlig debattør.
I 2009 blev offentliggjort en videooptagelse, hvor en politibetjent angiveligt kaldte en københavnsk demonstrant for "perker". Politidirektør Hanne Bech Hansen sagde, at det var entydigt forkert for betjente at bruge ordet "perker", men nævnte også, at betjenten ifølge sin egen forklaring i stedet havde sagt "perle". Perker/perle-sagen blev genstand for almindelig morskab i pressen og i årets revyer.
I december 2019 vakte det opsigt, at folketingsmedlem Pernille Vermund i en dokumentarudsendelse på DR kaldte en forbipasserende bilist for "perker". Udtalelsen blev bl.a. kritiseret af flere andre politikere, mens sprogforskerne Pia Quist, Eva Skafte Jensen og Marianne Rathje udtalte, at ordet fortsat var nedsættende, når det blev brugt af personer, der ikke selv tilhørte gruppen. Vermund selv udtalte, at hun ikke opfattede ordet som nedsættende.